# Belowo
Belowo (bułg. Бельово) – wieś w Bułgarii, w obwodzie Błagojewgrad, w gminie Sandanski. Miejscowość opustoszała.

## Zabytki
W Belowie znajdują się dwie cerkwie, centralna, Wniebowzięcie oraz starsza św. Atanazego, wraz z cennymi ikonostasami  którą lokalni mieszkańcy uważają za monastyr.

## Osoby związane z miejscowością
- Iwan Angełow – bułgarski Macedońsko-Adrianopolski wolontariusz
- Wasił Angełow – bułgarski Macedońsko-Adrianopolski wolontariusz
- Michaił Aleksow – bułgarski Macedońsko-Adrianopolski wolontariusz
- Michaił Jakimow – bułgarski rewolucjonista, członek WMRO